# Gonzalo de los Santos
Gonzalo de los Santos da Rosa (né le 19 juillet 1976 à Salto) est un footballeur uruguayen évoluant au poste de milieu de terrain défensif.
Il joue actuellement à l'Hércules Alicante, dans le championnat d'Espagne de D2.
Le FC Valence a déboursé 13,7 M€ pour l'acquérir en 2001.

## Clubs
- Peñarol Montevideo (-1998)
- Málaga CF (1998-2000)
- Valence CF (2000-2003)
- Atletico Madrid (2003-2004)
- Valence CF (2004)
- RCD Majorque (2005-2006)
- Hércules Alicante (2006-)

## Équipe nationale
- 33 sélections et 1 but en équipe d'Uruguay entre 1996 et 2005
- 1 match de la coupe du monde 2002 (il entre en jeu au cours du match contre la France)